# River Claire (Roseau)
River Claire  (auch: River Clarie) ist ein Fluss im Parish Saint George von Dominica.

## Geographie
Der River Claire entspringt mit mehreren Quellbächen am Westhang des Gebirgskammes, der sich mit seinen Vulkanen von Süden nach Norden durch Dominica zieht. Die Quellbäche verlaufen auch lange entlang des Kammes und damit in der Nähe der Grenze zum Parish Saint Patrick. Nach Süden grenzt das Einzugsgebiet des Geneva River an.
Der nördliche Quellbach entspringt am Westhang des Morne Watt und verläuft lange nach Südwesten bis zum Curbin Estate (⊙, 720 m). Dort erhält er Zufluss von einem weiteren Quellbach aus dem Nordosthang des Morne Anglais (⊙, 900 m).
Ein dritter Quellbach entspringt auf der Westseite des Morne Anglais (Paradis), im selben Gebiet, wie die Quellbäche des River Douce und des Canari River (Dominica) (⊙, 900 m).
Bei Augustus Estate fließen diese Bäche Zusammen und verlaufen von dort nach Westen. Der Fluss passiert Morne Prosper und mündet bei Bellevue Rawle Estate (Morne Louis) von links und Westen in den Roseau River.